# 움베르토 로빈슨
움베르토 발렌티노 로빈슨(Humberto Valentino Robinson, 1930년 6월 25일 ~ 2009년 9월 29일)은 파나마 최초의 메이저 리그 베이스볼 선수로, 1955년부터 1960년까지 뛰었으며, 주로 구원 투수를 맡았다.